# Midway (Santa Rosa County, Florida)
Midway ist  ein census-designated place (CDP) im Santa Rosa County im US-Bundesstaat Florida. Das U.S. Census Bureau hat bei der Volkszählung 2020 eine Einwohnerzahl von 19.567 ermittelt.

## Geographie
Midway liegt auf der Halbinsel Fairpoint zwischen der Pensacola Bay und dem Santa Rosa Sound (einem Teil des Gulf Intracoastal Waterway) an der Golfküste des Florida Panhandles. Der CDP liegt rund 30 km südlich von Milton sowie etwa 20 km östlich von Pensacola und wird vom U.S. Highway 98 (SR 30) durchquert.

## Demographische Daten
Laut der Volkszählung 2010 verteilten sich die damaligen 16.115 Einwohner auf 7.445 Haushalte. 92,0 % der Bevölkerung bezeichneten sich als Weiße, 2,0 % als Afroamerikaner, 0,7 % als Indianer und 1,9 % als Asian Americans. 1,0 % gaben die Angehörigkeit zu einer anderen Ethnie und 2,4 % zu mehreren Ethnien an. 4,6 % der Bevölkerung bestand aus Hispanics oder Latinos.
Im Jahr 2010 lebten in 32,6 % aller Haushalte Kinder unter 18 Jahren sowie 24,6 % aller Haushalte Personen mit mindestens 65 Jahren. 69,8 % der Haushalte waren Familienhaushalte (bestehend aus verheirateten Paaren mit oder ohne Nachkommen bzw. einem Elternteil mit Nachkomme). Die durchschnittliche Größe eines Haushalts lag bei 2,43 Personen und die durchschnittliche Familiengröße bei 2,88 Personen.
25,1 % der Bevölkerung waren jünger als 20 Jahre, 21,8 % waren 20 bis 39 Jahre alt, 32,2 % waren 40 bis 59 Jahre alt und 21,0 % waren mindestens 60 Jahre alt. Das mittlere Alter betrug 42 Jahre. 49,4 % der Bevölkerung waren männlich und 50,6 % weiblich.
Das durchschnittliche Jahreseinkommen lag bei 65.431 $, dabei lebten 10,4 % der Bevölkerung unter der Armutsgrenze.